# Markus Kurth (Fußballspieler)
Markus Kurth (* 30. Juli 1973 in Neuss) ist ein ehemaliger deutscher Fußballspieler und heutiger -trainer.

## Karriere
Seine Karriere begann Markus Kurth in Düsseldorf in der Jugend der SpVgg Benrath 10. Über den BV 04 Düsseldorf kam er zum Bundesligisten Bayer 04 Leverkusen, wo er seine ersten Spiele als Fußball-Profi absolvierte. 1995 holte ihn Hermann Gerland zum 1. FC Nürnberg, wo er in 121 Spielen insgesamt 30 Tore erzielte und mit dem Club 1996/97 aus der Regionalliga in die Zweite Liga und in der Saison 1997/98 sogar in die Bundesliga aufstieg. Nach einer Saison mit dem 1. FC Nürnberg in der Bundesliga wechselte Kurth 1999 zum Zweitligisten 1. FC Köln, mit dem er in der darauf folgenden Saison 1999/2000 in die Bundesliga aufstieg. Nach zwei Jahren mit dem 1. FC Köln in der Bundesliga stieg er mit dem FC wieder in die 2. Liga ab. Nach einem Jahr mit dem 1. FC Köln in der 2. Liga wechselte Kurth zum Ligakonkurrenten MSV Duisburg. Insgesamt hat er 330 Profispiele in der Bundesliga und 2. Bundesliga absolviert und dabei 71 Tore erzielt.
Am 31. August 2007, kurz vor Ende der Transferperiode, wechselte Kurth zu Rot-Weiss Essen in die Regionalliga Nord. In der darauf folgenden Saison 2007/08 stieg der mit den Rot-Weissen aus der damals drittklassigen Regionalliga in die zur Saison 2008/09 viertklassig gewordene Regionalliga West ab. Nach zwei Jahren bei Rot-Weiss Essen in der Regionalliga West und dem Zwangsabstieg des Vereins nach der Saison 2009/10 wechselte Markus Kurth zum TSV Germania Windeck.
Vom 1. Juli 2011 bis 13. November 2012 war Kurth unter Trainer Heiko Scholz Co-Trainer beim FC Viktoria Köln in der NRW-Liga. Nach dem Rücktritt von Scholz übernahm Kurth vorübergehend das Traineramt. Ab Januar 2013 war er Co-Trainer unter Ralf Aussem und wurde zusammen mit ihm im Mai 2013 entlassen. Von Juni 2013 bis Mai 2014 war er Trainer des Oberligisten Sportfreunde Baumberg. Seit 1. Juli 2014 ist er Trainer des Kölner Kreisligisten SC Köln-Mülheim Nord, dem in der Saison 2013/14 der Aufstieg in die Kreisklasse A gelang.

## Statistik
- 1. Bundesliga
2 Spiele Bayer 04 Leverkusen
21 Spiele; 2 Tore 1. FC Nürnberg
56 Spiele; 12 Tore 1. FC Köln
31 Spiele; 3 Tore MSV Duisburg
110 Spiele;17 Tore insgesamt

- 2. Bundesliga
66 Spiele; 12 Tore 1. FC Nürnberg
63 Spiele; 12 Tore 1. FC Köln
90 Spiele; 30 Tore MSV Duisburg
220 Spiele; 54 Tore insgesamt

- DFB-Pokal
11 Spiele; 3 Tore 1. FC Köln
10 Spiele; 1 Tor MSV Duisburg
7 Spiele; 1 Tor 1. FC Nürnberg
2 Spiele Rot-Weiss Essen
1 Spiel TSV Germania Windeck
31 Spiele; 5 Tore insgesamt